# نيتيا فيدياساجار
نيتيا فيدياساجار (ولدت في 11 يوليو 1985) ممثلة هندية أمريكية، اشتهرت بأدائها شخصية «ليلا» في شارع سمسم من عام 2008 إلى عام 2016.

## النشأة والتعليم
ولدت في مسقط عمان لأبوين هنديين ونشأت في الهند في كلكاتا وحيدر أباد وبنغالور، قبل أن تنتقل إلى الولايات المتحدة في عام 1995 في سن الثانية عشرة. التحقت بمدرسة سانت أندرو الأسقفية في ماريلند وتخرجت في عام 2001، حصلت على شهادة بكالوريوس الفنون الجميلة مع مرتبة الشرف في مدرسة الدراما تيش للفنون، بتخصص فرعي في الموسيقى من كلية الآداب والعلوم بجامعة نيويورك [الإنجليزية] .

## روابط خارجية
- نيتيا فيدياساجار على موقع IMDb (الإنجليزية)
- نيتيا فيدياساجار على موقع قاعدة بيانات الفيلم (الإنجليزية)